# Gustavo Vinay
Gustavo Vinay (Chiabrano, 22 marzo 1912 – Montichiari, 21 settembre 1993) è stato un medievista italiano.

## Biografia
Si laureò in lettere all'Università degli Studi di Torino nel 1934 e per un breve periodo esercitò l'insegnamento presso il Liceo classico Massimo d'Azeglio della stessa città.
Vinse il concorso per le biblioteche governative e fu assegnato dal 1º luglio 1940 alla Biblioteca nazionale di Torino, ma nel frattempo fu chiamato alle armi.  Venne impegnato dal 1942 sul fronte dei Balcani, in artiglieria alpina, e iniziò quindi effettivamente il suo servizio nella biblioteca solo a partire dall'ottobre del 1943. Fu direttore della Biblioteca universitaria di Pavia, ebbe la cattedra di letteratura latina medievale, e fu incaricato di Bibliologia e storia delle biblioteche.

Dal 1958 al 1978 ha tenuto la cattedra di Storia della Letteratura Latina Medievale presso l'Università di Roma La Sapienza. Vinay è stato uno dei massimi studiosi della letteratura medievale latina del secolo XX. Sono ancora determinanti in ambito internazionale i suoi studi danteschi e sui grandi autori altomedievali. 
La moglie, Angela Pietra, fu una bibliotecaria italiana, ideatrice e promotrice del Servizio bibliotecario nazionale sin dalla Conferenza nazionale delle biblioteche italiane, che si tenne a Roma nel gennaio 1979.